# Liste der Kellergassen in Fels am Wagram
Die Liste der Kellergassen in Fels am Wagram führt die Kellergassen in der niederösterreichischen Gemeinde Fels am Wagram an.
| Foto |                 | Kellergasse   | Standort                      | Beschreibung |
| ---- | --------------- | ------------- | ----------------------------- | --- |
| ja   | Datei hochladen | „Scheibe“     | KG: Fels am Wagram Standort   | Die Kellergasse ist eine beidseitige Einzelkellergasse in Hohlweglage. Sie besteht aus 48 Gebäuden und hat eine Länge von 1000 Metern.                                                     |
| ja   | Datei hochladen | Dorner        | KG: Fels am Wagram Standort   | Die Kellergasse ist eine beidseitige Einzelkellergasse in Hohlweglage. Sie besteht aus 32 Gebäuden und hat eine Länge von 400 Metern.                                                      |
| ja   | Datei hochladen | Floß          | KG: Fels am Wagram Standort   | Die Kellergasse ist eine beidseitige Einzelkellergasse in Grabenlage. Sie besteht aus 36 Gebäuden und hat eine Länge von 700 Metern.                                                       |
| ja   | Datei hochladen | Hammergraben  | KG: Fels am Wagram Standort   | Die Kellergasse ist eine beidseitige Einzelkellergasse in Hohlweglage. Sie besteht aus 16 Gebäuden und hat eine Länge von 250 Metern.                                                      |
| ja   | Datei hochladen | Mitterweg     | KG: Fels am Wagram Standort   | Die Kellergasse ist eine beidseitige Einzelkellergasse in Hohlweglage. Sie besteht aus 13 Gebäuden und hat eine Länge von 300 Metern.                                                      |
| ja   | Datei hochladen | Steinagrund   | KG: Fels am Wagram Standort   | Die Kellergasse ist eine beidseitige Einzelkellergasse in Hohlweglage. Sie besteht aus 57 Gebäuden und hat eine Länge von 1000 Metern.                                                     |
| ja   | Datei hochladen | Zwerigraben   | KG: Fels am Wagram Standort   | Die Kellergasse ist eine beidseitige Einzelkellergasse in Hohlweglage. Sie besteht aus 23 Gebäuden und hat eine Länge von 500 Metern.                                                      |
| BW   | Datei hochladen | Florianigasse | KG: Gösing am Wagram Standort | Die Kellergasse ist ein beidseitiges Kellergassensystem in Graben und Hanglage. Sie besteht aus 38 Gebäuden und hat eine Länge von 800 Metern.                                             |
| BW   | Datei hochladen | Mittersteig   | KG: Gösing am Wagram Standort | Die Kellergasse ist eine beidseitige Einzelkellergasse in Hohlweglage. Sie besteht aus 23 Gebäuden und hat eine Länge von 300 Metern.                                                      |
| BW   | Datei hochladen | Untere Zeile  | KG: Gösing am Wagram Standort | Die Kellergasse ist eine beidseitige Einzelkellergasse in Grabenlage und an einer Geländekante. Sie besteht aus 14 Gebäuden und hat eine Länge von 250 Metern.                             |
| BW   | Datei hochladen | Kellerstraße  | KG: Stettenhof Standort       | Die Kellergasse ist ein beidseitiges Kellergassensystem in Hanglage. Sie besteht aus 28 Gebäuden und hat eine Länge von 250 Metern.                                                        |
| ja   | Datei hochladen | Kellergasse   | KG: Thürnthal Standort        | Die Kellergasse ist ein beidseitiges Kellergassensystem in Grabenlage. Sie besteht aus 37 Gebäuden und hat eine Länge von 300 Metern. Die älteste Datierung geht auf das Jahr 1912 zurück. |
| ja   | Datei hochladen | Wienerstraße  | KG: Thürnthal Standort        | Die Kellergasse ist eine einseitige Einzelkellergasse an einer Geländekante. Sie besteht aus 13 Gebäuden und hat eine Länge von 150 Metern.                                                |

| Foto:                    | Fotografie der Kellergasse (Gesamtheit). Klicken des Fotos erzeugt eine vergrößerte Ansicht. Daneben finden sich zwei Symbole: \| Weitere Bilder vorhanden \| Das Symbol bedeutet, dass weitere Fotos des Objekts verfügbar sind. Durch Klicken des Symbols werden sie angezeigt. \| \| Eigenes Foto hochladen \| Durch Klicken des Symbols können weitere Fotos des Objekts in das Medienarchiv Wikimedia Commons hochgeladen werden. \| |
| Name:                    | Bezeichnung der Kellergasse |
| Standort:                | Es ist die Katastralgemeinde (KG) angegeben. Durch Aufruf des Links Standort wird die Lage der Kellergasse in verschiedenen Kartenprojekten angezeigt. |
| Beschreibung             | Kurze Beschreibung der Kellergasse |
| Weitere Bilder vorhanden | Das Symbol bedeutet, dass weitere Fotos des Objekts verfügbar sind. Durch Klicken des Symbols werden sie angezeigt. |
| Eigenes Foto hochladen   | Durch Klicken des Symbols können weitere Fotos des Objekts in das Medienarchiv Wikimedia Commons hochgeladen werden. |